# Landkreis Goslar
Landkreis Goslar er en Landkreis i den østlige del af den tyske delstat Niedersachsen med administrationen beliggende i byen Goslar.

## Geografi
Landkreis Goslar omgives af landkreisene (med uret fra syd) Landkreis Osterode am Harz, Landkreis Northeim, Landkreis Hildesheim og Landkreis Wolfenbüttel, byen Salzgitter, og i delstaten Sachsen-Anhalt Landkreis Harz og Thüringen Landkreis Nordhausen.
Området ligger i den nordvestlige del af bjergkæden Harzen. Nationalpark Harzen er en del af landkreisen. Det højeste punkt er Wurmberg (971 moh.) i nærheden af Braunlage, som også er det højeste punkt i Niedersachsen. Ved den lille by Altenau har floden Oker sit udspring, og løber gennem den smukke Okerdal , og forlader Harzen Vienenburg.

## Byer og kommuner
Kreisen havde 137014  indbyggere pr.  2018-12-31

| 1. Bad Harzburg, by (21945) 2. Braunlage, by (5854) 3. Clausthal-Zellerfeld, Bjerg- og Universitetsby (inkl. tidligere Samtgemeinde Oberharz) (15888) 4. Goslar, administrationsby (50753) | 1. Langelsheim, by (11361) 2. Liebenburg, kommune (7879) 3. Seesen, by, kommune (19340) |

Samtgemeinde med tilhørende kommuner
* administrationsby
| - Samtgemeinde Lutter am Barenberge (3994) 1. Hahausen, kommune (771) 2. Lutter am Barenberge, flække * (2310) 3. Wallmoden, kommune (913) |
| 1Administrationsby for Samtgemeinde; |